# Aplomya atra
Aplomya atra är en tvåvingeart som först beskrevs av Jean-Baptiste Robineau-Desvoidy 1863.  Aplomya atra ingår i släktet Aplomya och familjen parasitflugor.
Artens utbredningsområde är Frankrike. Inga underarter finns listade i Catalogue of Life.